# British Racing Partnership
La British Racing Partnership (BRP) è stato un costruttore britannico di Formula 1. Scuderia fondata da Alfred Moss e Ken Gregory, rispettivamente padre e manager di Stirling Moss.
Nella prima stagione, anno 1963, esordì col modello MK1 nel Gran Premio del Belgio, dove Innes Ireland, partito settimo, fu costretto al ritiro. Il pilota inglese seppe conquistare però nella stagione due quarti posti (Gran Premio d'Olanda e Gran Premio d'Italia). 
L'anno seguente Ireland seppe conquistare due quinti posti (Austria e Italia), col modello MK2. In entrambe le stagioni la vettura era equipaggiata con motore BRM.
Nel 1966 la scuderia John Willment Automobiles iscrisse una BRP privata, motorizzata Climax, al Gran Premio d'Italia ma non vi prese parte.